# Othresypna pretiosissima
Othresypna pretiosissima är en fjärilsart som beskrevs av Max Wilhelm Karl Draudt 1950. Othresypna pretiosissima ingår i släktet Othresypna och familjen nattflyn. Inga underarter finns listade i Catalogue of Life.